# Gustavo Dezotti
Gustavo Abel Dezotti (Monte Buey, 1964. február 14. –) világbajnoki ezüstérmes argentin labdarúgócsatár.
Részt vett az 1983-as ifjúsági labdarúgó-világbajnokságon. 1988-ban argentin bajnoki címet szerzett a Newell’s Old Boys csapatával. Ezután Olaszországba szerződött, a Laziónál egy idényt játszott, a Cremonese csapatában viszont alapember lett és a csapat kiváló góllövője. Később még Mexikóban és Uruguayban is játszott.
Az 1990-es világbajnokság döntőjében az NSZK elleni mérkőzésen a kezdőcsapat tagja volt, de két sárga lapja miatt végül kiállították.